# Жан Зіглер
Жан Зіглер (фр.: [ziglɛʁ]; уроджений Ганс Зіглер, 19 квітня 1934, Тун, Швейцарія) — швейцарський професор соціології Женевського університету та Сорбонни, колишній віцепрезидент Консультативного комітету Ради ООН з прав людини. Був членом парламенту Швейцарії від соціал-демократів з 1981 до 1999 рік. Обіймав кілька посад в Організації Об'єднаних Націй, зокрема спеціального доповідача з питань права на харчування з 2000 до 2008 рік, член Консультативного комітету Ради ООН з прав людини з 2008 до 2012 рік. Автор численних праць, лектор і добре відомий за словами: «Дитина, яка помирає від голоду, — вбита дитина».

## Молодість і вчительська кар'єра
Народився 19 квітня 1934 року в Туні, Швейцарія. Його батько був головою міського суду і полковником артилерії запасу.
Одружився і мав одного сина. Навчався в університетах Берна та Женеви та здобув докторські ступені з права та соціології. Має статус адвоката в асоціації адвокатів Женеви. 1952 року познайомився в Парижі з Аббатом П'єром і став першим директором благодійної спільноти Еммаус у Женеві. 1964 року захоплювався кубинськими повстанцями і був шофером Че Гевари в Женеві.
Був професором Університету Гренобля, а до 2002 року — Женевського університету та Вищого інституту досліджень розвитку, де викладав соціологію. Також обіймав посаду доцента Сорбонни в Парижі.

## Державні посади

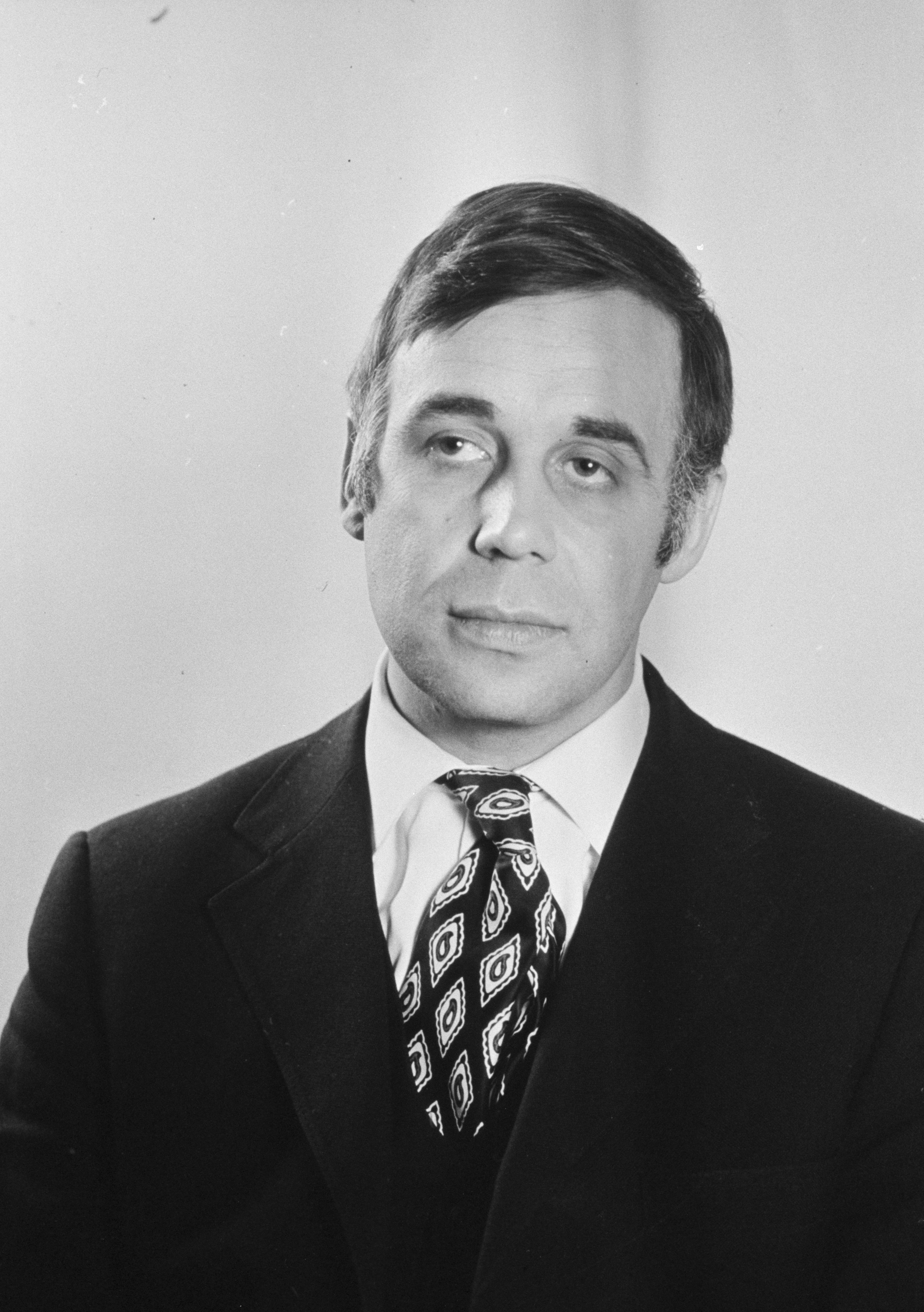
Зіглер у 1971 році

1963 року обраний до ради місцевого самоврядування радою Женеви як соціал-демократ. З 1967 до 1983 рік і з 1987 до 1999 рік обіймав посаду в Національній раді Швейцарії, де був президентом політичної фракції «Швейцарія — третій світ». Увійшов до складу комісій закордонних справ, науки та міжнародної торгівлі.
Призначений Швейцарією, був спеціальним доповідачем ООН з питань права на харчування з 2000 до 2008 рік. Після його обрання швейцарський уряд заявив, що Зіглер «надає великого значення правам людини і радий, що швейцарський кандидат зможе внести свій досвід у роботу комітету». Як один із 18 перших членів Консультативного комітету Ради ООН з прав людини, яких обрали 26 березня 2008 року, Зіглер отримав сорок із сорока семи голосів, ставши першим претендентом із семи кандидатів. Він завершив свій другий термін 30 вересня 2012 року, але його переобрали 26 вересня 2013 року на термін до 30 вересня 2016 року. Крім того, Зіглер — член консультативної ради неприбуткової організації Business Crime Control, яка займається боротьбою з білокомірцевою злочинністю.

## Вшанування
У 1994 році нагороджений званням лицаря (шевальє) французького ордену Мистецтв і літератури. Має почесний ступінь Університету Монса, Бельгія. Нагороджений медаллю Президента Італійської Республіки. Республіка Кабо-Верде вшанувала його національним орденом Амілкара Кабрала першого ступеня. 2002 року отримав премію Каддафі з прав людини.
17 січня 2009 року здобув почесний ступінь Університету Париж VIII. Він є членом Консультативної ради лівого південно-східноєвропейського журналу «Novi Plamen». В Австрії нагороджений «Премією федеральної землі Зальцбург за майбутні дослідження» губернатором федеральної землі Зальцбург Габі Бурґшталлер 20 листопада 2008 року.
2012 року вшанований премією Ethecon «Blue Planet Award» за його «видатні зусилля в галузі гуманітарної етики».

## Дипломатична кар'єра
Як представник ООН, Зіглер займався як загальними світовими проблемами, як-от використання біопалива, так і проблемами, що стосуються окремих країн. Щодо першого, Зіглер критикував використання біопалива, оскільки його виробництво може відбуватися вирощуванням харчових продуктів. 26 жовтня 2007 року на пресконференції в ООН Зіглер заяви, що «перетворення сільськогосподарських ґрунтів на нафту є злочином проти людства… які перетворять на біопаливо… Що потрібно зупинити, так це … зростальну катастрофу різанини через голод у світі».

### Швейцарські банки
1997 року Зіглер стверджував, що чиновники швейцарського банку брешуть, щоб захистити активи Мобуту Сесе Секо, колишнього президента Заїру (нині Демократична Республіка Конго). Зіглер сказав: «Це гротеск… Це фінансова імперія, і вона тут, у Швейцарії». 1994 року він уже пропонував швейцарському парламенту конфіскувати фінанси Мобуту та повернути їх країні після закінчення диктатури Мобуту, але пропозицію відхилили.
Він також розкритикував швейцарські банки у зв'язку зі скандалом зі сплячими рахунками. 1998 року він дав свідчення на слуханнях сенатора Аль Д'Амато щодо активів жертв Голокосту в Банківському комітеті Сенату США проти швейцарських банків і на підтримку претензій Всесвітнього єврейського конгресу. Його книга «Швейцарці, золото і мертві: як швейцарські банкіри допомогли фінансувати нацистську військову машину» вийшла друком 1998 року у США.

### Премія Каддафі та Роджер Гароді
1989 року в Женеві заснували фонд премії імені лівійського лідера Муаммара Каддафі, і Нельсона Манделу обрали першим лавреатом Міжнародної премії імені Каддафі з прав людини. У деяких газетах згадується, що Зіглер був одним із членів комісії, яка керувала фондом у 1989 році. Однак він заперечує участь і каже, що з ним просто «проконсультувалися». Хоча фінансувала нагороду Лівія, переможців обирав швейцарський фонд, і Зіглер сказав, що створили «залізні гарантії», які забезпечать, що «вплив Триполі не буде відчуватися».
Лавреатами Премії Каддафі за 2002 рік стало тринадцять осіб, зокрема Зіглер і французький філософ і засуджений ревізіоніст Голокосту Роже Гароді. Агентство Франс-Прес відзначило іронію того, що Зіглер, який працював над репараціями за Голокост у Швейцарії, розділив нагороду з Гароді. Зіглер відмовився від нагороди, сказавши, що «не може прийняти її чи відзнаку від будь-якої країни через обов'язки в ООН».
Зв'язок Зіглера з премією Каддафі стали предметом критики. Алан Джонсон, один з авторів «Ґардіан», 2008 року критикував Зіглера за «запуск» премії через чотири місяці після теракту над Локербі (багато хто вважає, що за ним стоїть робота лівійських агентів). Джошуа Муравчик з Американського інституту підприємництва також розкритикував його причетність до премії у статті 2006 року у «Weekly Standard».
25 березня 2011 року швейцарський телеканал Schweizer Fernsehen випустив репортаж про зв'язки Зіглера з Каддаф з критикою Зіглера П'єром Вайссом, соціолога та члена Швейцарської ліберальної партії. Зіглер, зі свого боку, заявив, що ніколи не був другом Каддафі, і повторив свою заяву, що ніколи не керував цією премією.
Наступного місяця Зальцбурзький музичний фестиваль відкликав запрошення Зіглера виступити на відкритті заходу, покликаючись на його ймовірні зв'язки з Каддафі. У той же період Зіглер заявив, що тепер він вважає Каддафі «повним божевільним», а також психопатом і вбивцею.
1996 року Зіглер підписав лист підтримки Роджера Гароді. Пізніше уточнив, що мав намір висловити «свою повагу до боротьби Гароді проти всіх фундаменталізмів — і мусульманського фундаменталізму, зокрема», і що він «найрішучіше засудив будь-яку ревізіоністську діяльність чи ідеї, метою яких є заперечення або мінімізація геноциду єврейського народу нацистами».

### Ефіопія, Зімбабве та Південна Африка
Під час голоду в Ефіопії в середині 1980-х років Зіглер описав світ як «величезний табір смерті», де 40 000 людей щодня вмирали від голоду. Він звинувачував у цьому економічну систему, яка дозволяла багатим ставати багатшими, а бідним ставати біднішими.
Деякі критики Зіглера звинуватили його у тому, що він працював радником ефіопського диктатора Менгісту Хайле Маріама в розробці конституції Ефіопії 1986 року, яка заснувала країну як однопартійну державу.
Зіглер захищав принцип земельної реформи президента Зімбабве Роберта Мугабе у 2002 році, кажучи, що на Мугабе «історія та мораль». Він описав аграрні реформи як «абсолютну необхідність» у Зімбабве та Південній Африці:
|  | Південній Африці загрожує соціальна катастрофа, тому що вона не торкнулася білих земель. Білі – колонізатори... Це не люди, які прийшли після здобуття незалежності та купили свою землю. Вони знаходяться на спустошеній землі. |

Однак додав, що земельні реформи Мугабе провадилися «в огидному контексті», і сказав, що аграрна реформа в демократичних умовах принесе «справедливий розподіл прав власності на сільські громади». Він також уточнив, що це його особиста думка, не як представника ООН.

### Ірак і його війни зі США
Під час підготовки до війни в Перській затоці 1990 року президент Іраку Саддам Хусейн взяв у заручники кількох громадян Швейцарії в Іраку. Зіглер брав участь у спробах їхнього звільнення, спочатку працюючи з колишнім президентом Алжиру Ахмедом Бен Беллою, а пізніше сам поїхав до Багдада у складі незалежної делегації, якій вдалося добитися звільнення деяких заручників. Уряд Швейцарії не схвалив ці зусилля, і Зіглер стверджував, що його делегація могла б звільнити всіх заручників, якби уряд погодився дозволити експорт до Іраку ліків і сухого молока для дітей.
Перед вторгненням до Іраку 2003 року Зіглер пропонував надати Саддаму Хусейну можливість втекти до Швейцарії, щоб запобігти вибуху війни. Уряд Швейцарії не прийняв цю пропозицію. Після вторгнення Зіглер звинуватив коаліційні сили у використанні води та їжі як зброї війни в іракських містах, які піддалися нападам повстанців, щоб спонукати цивільних до втечі.

### Куба та її відносини з США
Зіглер похвалив Кубу, заявивши у листопаді 2007 року, що вона є світовою моделлю того, як країна забезпечує своїх людей харчовими продуктами, і похвалив її за співпрацю з ООН і згоду дозволити йому звітувати про повагу країни щодо «права на харчування». Про свій візит на Кубу, Зіглер заявив: «Ми не можемо сказати, що право на харчування повністю поважається на Кубі, але ми не бачили жодної людини, яка недоїдає». Поїздка на Кубу була першою за кілька років доповідачем ООН з прав людини, і його запрошення до Гавани відбулося після рішення Ради ООН з прав людини припинити перевірку порушень прав людини на Кубі.
Згідно з «The Weekly Standard», Зіглер вважає США «„імперіалістичною диктатурою“, яка винна, серед інших звірств, у „геноциді“ проти народу Куби через торгове ембарго».